# Argas ricei
Argas ricei är en fästingart som beskrevs av Hoogstraal, Kaiser, Clifford och James E. Keirans 1975. Argas ricei ingår i släktet Argas och familjen mjuka fästingar. Inga underarter finns listade i Catalogue of Life.